# Regione di San-Pédro
La regione di San-Pédro è una delle 31 regioni della Costa d'Avorio. Situata nel distretto di Bas-Sassandra, ha per capoluogo la città di San-Pédro ed è suddivisa  in due dipartimenti: San-Pédro e Tabou.
La popolazione censita nel 2014 era pari a 826.666  abitanti.